# Freshwater Creek
Freshwater Creek är ett vattendrag i Belize. Det ligger i distriktet Corozal, i den norra delen av landet, 110 km norr om huvudstaden Belmopan. 